# Hörgársveit
Hörgársveit è un comune islandese della regione di Norðurland eystra. Il comune è stato formato nel 2010 dall'unione di Hörgárbyggð e Arnarnes.